# Le Casse de l'oncle Tom
Ne doit pas être confondu avec La Case de l'oncle Tom (homonymie).
Pour plus de détails, voir Fiche technique et Distribution.
Le Casse de l'oncle Tom (titre original : Cotton Comes to Harlem) est un film américain d'Ossie Davis sorti en 1970.

## Synopsis
Ed et Digger, deux policiers aux méthodes expéditives, assistent à une prêche publique donnée par le révérend Deke O'Malley. Très vite, ils soupçonnent ce dernier d'être un arnaqueur étant à l'origine d'un sanglant braquage de la caisse destinée au retour vers l'Afrique. Enquêtant en plein dans Harlem, où le noir se nourrit du noir, Ed et Digger vont faire respecter la loi.

## Fiche technique
- Titre original : Cotton Comes to Harlem
- Réalisation : Ossie Davis
- Scénario : Arnold Perl et Ossie Davis d'après le roman de Chester Himes
- Directeur de la photographie : Gerald Hirschfeld
- Montage : Robert Q. Lovett
- Musique : Galt MacDermot
- Costumes : Anna Hill Johnstone
- Production : Samuel Goldwyn Jr.
- Genre : Film policier
- Pays de production :  États-Unis
- Durée : 97 minutes (1 h 37)
- Dates de sortie :
  - États-Unis : 27 mai 1970
  - France : 7 avril 1971

## Distribution
- Godfrey Cambridge (VF : Med Hondo) : 'Grave' ('Fossoyeur' en VF) Digger Jones
- Raymond St. Jacques (VF : Bachir Touré) : 'Coffin' ('Cercueil' en VF) Ed Johnson
- Calvin Lockhart (VF : Robert Liensol) : le révérend Deke O'Malley
- Judy Pace (VF : Maïk Darah) : Iris
- Redd Foxx (VF : Georges Hubert) : Booker Washington 'Oncle Budd' Sims
- John Anderson (VF : Pierre Collet) : le capitaine Bryce
- Emily Yancy : Mabel
- Lou Jacobi (VF : Paul Bonifas) : Abraham Goodman
- Eugene Roche (VF : Albert Médina) : le lieutenant Anderson
- J.D. Cannon (VF : Michel Barbey) : Calhoun
- Gertrude Jeannette (VF : Hélène Tossy) : sœur Minnie
- Leonardo Cimino (VF : Henry Djanik) : Tom
- Maxwell Glanville (VF : Jean Violette) : Caspar Brown
- Teddy Wilson (VF : Georges Atlas) : Barry
- Alyce Webb (VF : Hélène Tossy) : la femme en colère contre l'oncle Budd
- Vinnette Carroll (non créditée) : Reba